# Довге (ботанічний заказник)
До́вге — ботанічний заказник місцевого значення в Україні. Розташоване на захід від села Грунь Лебединського району Сумської області.
Загальна площа 64 га, з них 55,6 га входить до складу природного заповідника Михайлівська цілина. Заснований у 2008 році.
Територія заказника являє собою балку зі степовою рослинністю. У заказнику трапляються види рослин, занесені до Червоної книги України: ковила волосиста та брандушка різнобарвна,  регіонально рідкісні види горицвіт весняний, гострокільник волосистий. 
Тут також мешкають рідкісні види тварин, занесені до Червоної книги України: джміль моховий, стрічкарка блакитна, махаон, Європейського червлного списку синявець Аргирогномон, регіонально рідкісні види стрічкарка вербова, та види Резолюції 6 Бернської конвенції ластівка сільська.